# Emilio Alzamora
Emilio Alzamora Escardibul (Lérida, España, 22 de mayo de 1973) es un expiloto español de motociclismo que se proclamó Campeón del Mundo de la categoría de 125cc en 1999, con Honda.
Es el segundo piloto, tras Champi Herreros (1989, 80 cc) en ganar un título de Campeón del Mundo sin haber ganado ninguna carrera durante la temporada.

## Biografía

### Inicios
Alzamora comenzó con una Italjet de 50 cc. Heredó la pasión motociclista de su padre, que había participado en las 24 horas. Hizo su primera carrera a los 14 años sin carné de conducir, con una Honda MBX.
En 1989, a los 16 años, se proclamó campeón de Cataluña de 80 cc, y, en 1990 participó en el critérium Solo Moto, patrocinado por Lanas Alzamora, la empresa familiar.
Ganó el título junior en 1990 y entró en el equipo JJ Cobas de 125 cc, siendo compañero del vigente campeón de 125 y posterior de 500 cc Alex Crivillé. En 1992 se pasó al equipo de Jorge Martínez Aspar. En 1993, uno de sus peores años, dejó el equipo de Jorge y se pasó a TMR.

## Profesional

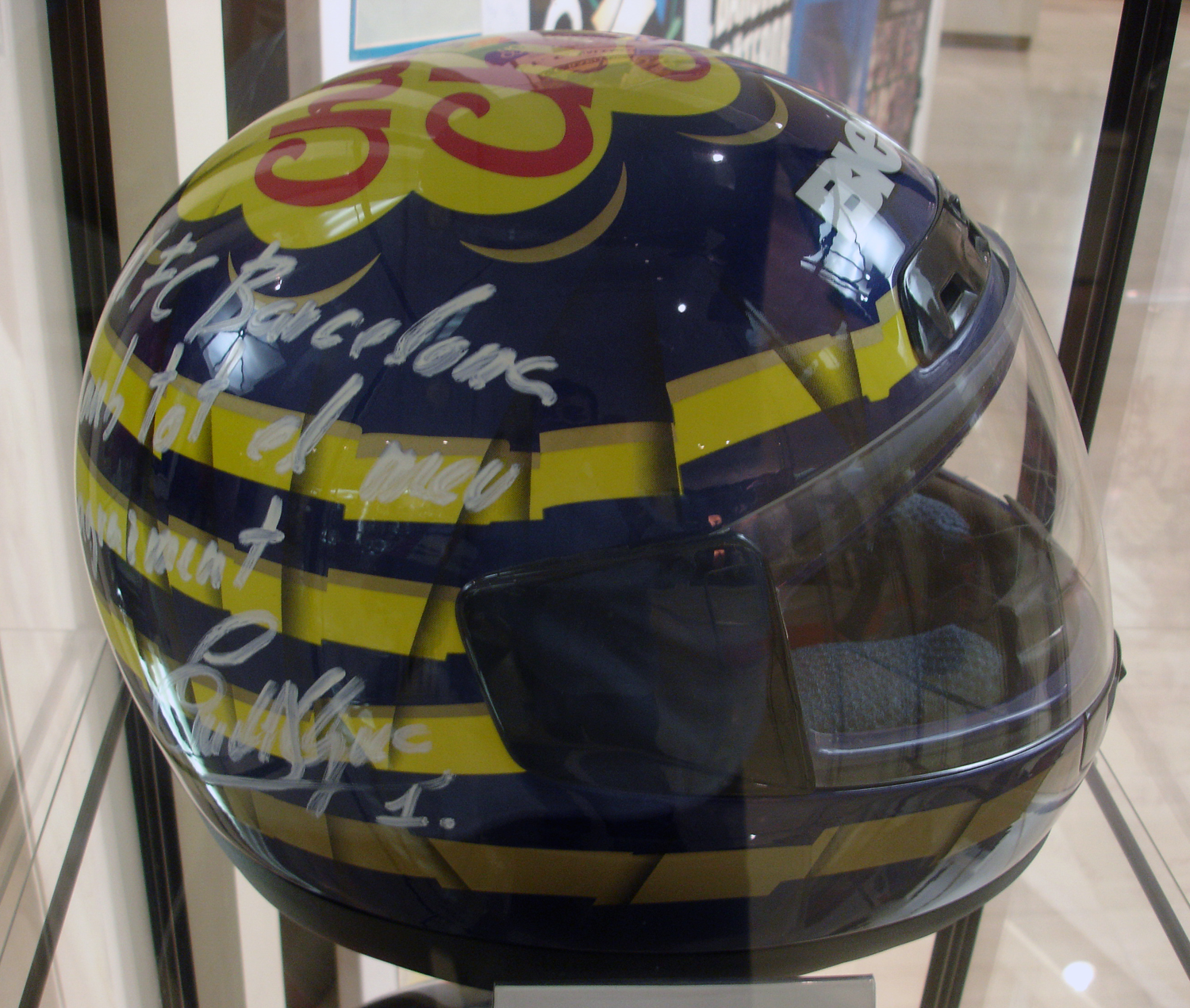
Casco de Emilio Alzamora.

En 1994 debutó como piloto profesional en TMR y luego se pasó al Team Pileri. En 1995 consiguió su primera victoria, en el team Scot, donde conoció a Máximo Matteoni. Esa temporada 1995 terminó en una sobresaliente 3.ª posición el campeonato. Ese año también ganó el campeonato de España de 125 cc. En 1996 inició el mundial pensando en el título, aunque finalmente quedó cuarto y se pasó a 250 cc.

### 250 cc
En 1997 Honda le proporcionó una NSR 250 y Alzamora montó un equipo a su medida. Se cayó en Japón y se rompió el escafoides de la mano izquierda. La recuperación fue lenta y no pudo hacer progresos en la nueva cilindrada terminando la temporada en 17.ª posición con 31 puntos.

### 125 cc
Para 1998 se pasó al equipo que creó Ángel Nieto, ahora con Aprilia. También fue un mal año para él, ya que se encontraba en los últimos puestos de clasificación.

#### Campeón del mundo
Después de dos años bastante malos, Alzamora, sin ganar ningún Gran Premio, consiguió alzarse con el título mundial en 1999, con un punto de diferencia del piloto italiano Marco Melandri, que intentó tirarle en el último Gran Premio de 1999, para alzarse él con el título.

#### Defensa del título
En 2000 con su Honda RS 125 oficial, intentó defender el título, pero no lo consiguió. Logró 2 victorias, 1 en el Gran Premio de Jerez, en una estresante carrera con Mirko Giansanti, y en el Gran Premio de Portugal, donde ganó sin hacer caso de las indicaciones del equipo, solo mirando las pantallas de televisión. No logró el título y se pasó a la categoría de 250 cc, con el Equipo Telefónica MoviStar Honda.

### Regreso a 250 cc
Para 2001, Emilio asumió el reto de pasarse al 250 con una de las 2 Hondas NSR 250 oficiales, patrocinada por la compañía española de Telecomunicaciones Telefónica MoviStar. Su compañero de equipo fue Daijiro Katoh, quien acabaría consiguiendo el título mundial ese año. Para que Emilio progresara contó con la ayuda de Ángel Nieto, y de Fausto Gresini terminando la temporada en 7.º posición con dos destacables podios.
Para la siguiente temporada siguió en el mismo equipo y volvió a repetir posición en el campeonato nuevamente con dos podios.

### Regreso a 125 cc y retirada

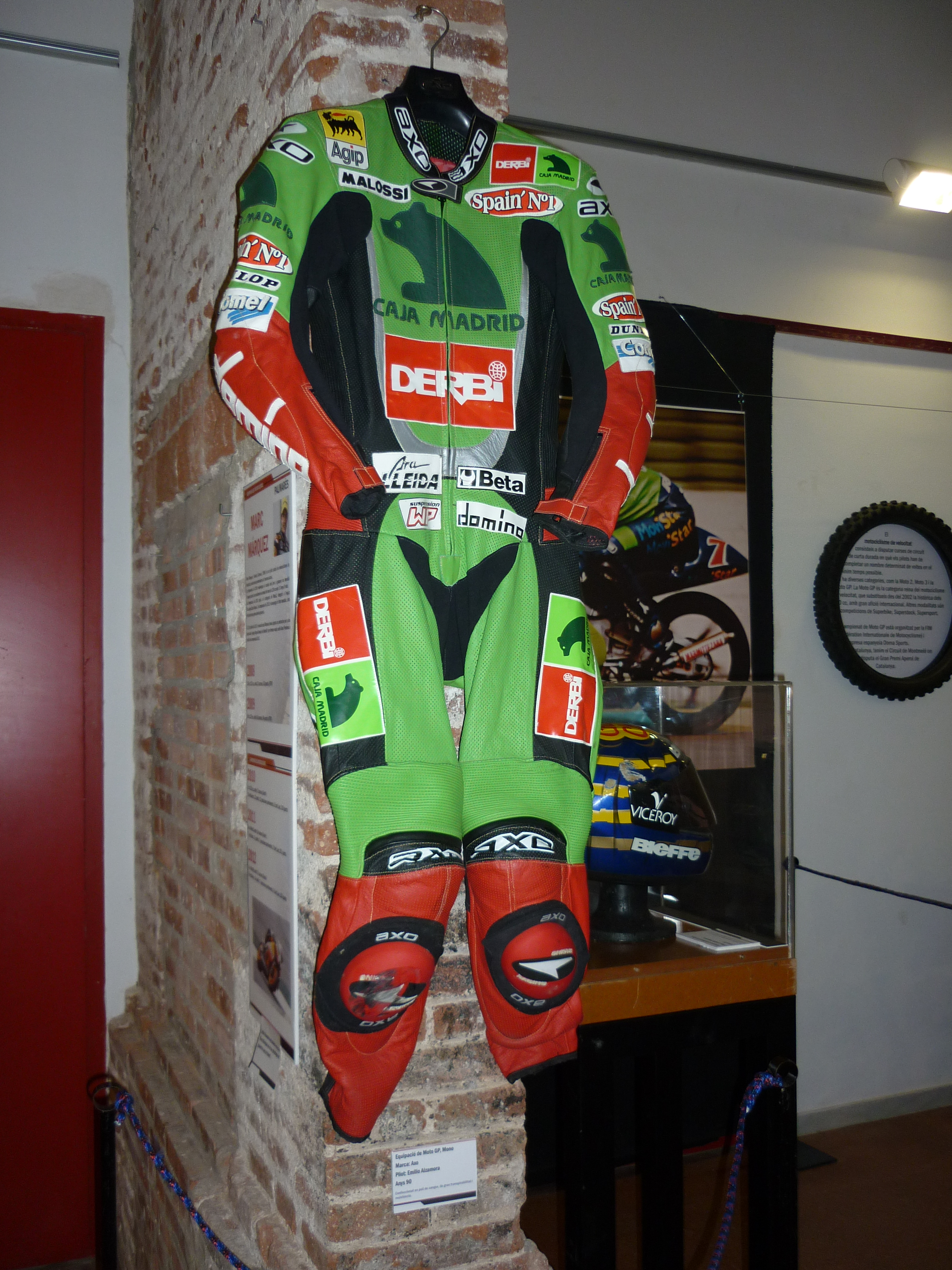
Mono utilizado por Alzamora durante 2003

Para la temporada 2003 decidió aceptar la oferta del equipo Derbi para pilotar una de sus motos en 125 cc pero la temporada resultó un desastre y Emilio vio que era el momento de colgar el casco después de una larga trayectoria como piloto por lo que a finales de la temporada se retiró del motociclismo.

## Fórmulas de promoción y jóvenes promesas
Después de retirarse Emilio no abandonó la competición ya que fue llamado para dirigir la fórmula de promoción del RACC y la escudería Monlau en la que han emergido numerosos jóvenes pilotos.
Dirige la trayectoria y es mentor desde hace años del joven piloto español Marc Márquez, que descubrió en la Copa RACC, de Álex Márquez, María Herrera, Pecco Bagnaia, Miguel Oliveira y Alex Rins.

## Palmarés
- 2000. 3.º en el Mundial de 125 cc (Honda).
- 1999. Campeón del Mundo de 125 cc (Honda).
- 1998. 21.º en el Mundial de 125 cc (Aprilia).
- 1997. 17.º en el Mundial de 250 cc (Honda).
- 1996. 4.º en el Mundial de 125 cc (Honda). Primera vuelta rápida en el Gran Premio de Malasia.
- 1995. 3.º en el Mundial de 125 cc con Honda Campeón del Open Ducados de 125 (Honda).
Primera Pole Position y primera victoria en el Gran Premio de Argentina.
Primer podio en el Gran Premio de Alemania.
- 1994. Debut en el Gran Premio de Malasia. 22.º en el Mundial de 125 montando Honda.
Subcampeón del Open Ducados de 125, Honda
- 4 Victorias.
- 29 Podios.
- 5 Vueltas Rápidas.
- 1 Pole Position.

## Resultados en el Campeonato del Mundo
Sistema de puntuación de 1993 hasta 2022:
| Posición | 1.º | 2.º | 3.º | 4.º | 5.º | 6.º | 7.º | 8.º | 9.º | 10.º | 11.º | 12.º | 13.º | 14.º | 15.º |
| Puntos   | 25  | 20  | 16  | 13  | 11  | 10  | 9   | 8   | 7   | 6    | 5    | 4    | 3    | 2    | 1    |

### Carreras por año
(Carreras en negrita indica pole position, carreras en cursiva indica vuelta rápida)
| Año  | Cat.  | Moto          | 1       | 2       | 3       | 4       | 5       | 6       | 7       | 8       | 9       | 10      | 11      | 12      | 13      | 14      | 15      | 16     | Pts. | Posición |
| ---- | ----- | ------------- | ------- | ------- | ------- | ------- | ------- | ------- | ------- | ------- | ------- | ------- | ------- | ------- | ------- | ------- | ------- | ------ | ---- | -------- |
| 1994 | 125cc | Honda NSR125  | AUS     | MAL Ret | JAP 16  | ESP Ret | AUT 22  | ALE 22  | NED 11  | ITA 18  | FRA Ret | GBR 22  | CZE Ret | USA 21  | ARG 5   | EUR Ret |         |        | 16   | 22.º     |
| 1995 | 125cc | Honda NSR125  | AUS 4   | MAL 23  | JAP 7   | ESP 7   | ALE 3   | ITA Ret | NED Ret | FRA 7   | GBR 3   | CZE 10  | RIO 10  | ARG 1   | EUR 2   |         |         |        | 129  | 3.º      |
| 1996 | 125cc | Honda NSR125  | MAL 5   | IDN Ret | JAP Ret | ESP 2   | ITA 7   | FRA 3   | NED 1   | ALE 4   | GBR Ret | AUT Ret | CZE 5   | IMO 2   | CAT 4   | RIO 2   | AUS Ret |        | 158  | 4.º      |
| 1997 | 250cc | Honda NSR250  | MAL 7   | JAP DNS | ESP     | ITA Ret | AUT DNS | FRA     | NED Ret | IMO 10  | ALE 10  | RIO 14  | GBR Ret | CZE 12  | CAT 12  | IDN Ret | AUS Ret |        | 31   | 17.º     |
| 1998 | 125cc | Aprilia RS125 | JAP 21  | MAL 16  | ESP Ret | ITA 17  | FRA Ret | MAD Ret | NED Ret | GBR 14  | ALE 5   | CZE Ret | IMO 13  | CAT 14  | AUS 21  | ARG DNS |         |        | 18   | 21.º     |
| 1999 | 125cc | Honda NSR125  | MAL 2   | JAP 3   | ESP 3   | FRA 3   | ITA 6   | CAT 2   | NED 4   | GBR 3   | ALE 2   | CZE 6   | IMO 4   | VAL 2   | AUS 15  | RSA Ret | RIO 3   | ARG 2  | 227  | 1.º      |
| 2000 | 125cc | Honda NSR125  | RSA 3   | MAL 4   | JAP 5   | ESP 1   | FRA 3   | ITA 7   | CAT Ret | NED Ret | GBR 2   | ALE Ret | CZE 3   | POR 1   | VAL 5   | RIO 8   | PAC 2   | AUS 4  | 203  | 3.º      |
| 2001 | 250cc | Honda NSR250  | JAP Ret | RSA 19  | ESP 6   | FRA 4   | ITA 6   | CAT 7   | NED 2   | GBR 4   | ALE Ret | CZE 7   | POR Ret | VAL 4   | PAC 2   | AUS 6   | MAL Ret | RIO 7  | 136  | 7.º      |
| 2002 | 250cc | Honda NSR250  | JAP 4   | RSA 7   | ESP 3   | FRA 7   | ITA 11  | CAT 9   | NED Ret | GBR 12  | ALE Ret | CZE     | POR 6   | RIO 7   | PAC 5   | MAL 8   | AUS 13  | VAL 3  | 120  | 7.º      |
| 2003 | 125cc | Derbi RSA125  | JAP Ret | RSA 23  | ESP 18  | FRA 19  | ITA Ret | CAT Ret | NED 21  | GBR Ret | ALE Ret | CZE 21  | POR 19  | RIO Ret | PAC Ret | MAL 23  | AUS 14  | VAL 24 | 2    | 31.º     |

## Premios, reconocimientos y distinciones
- Medalla de Plata de la Real Orden del Mérito Deportivo, otorgada por el Consejo Superior de Deportes (2000)[1]